# Сотровірімаб
Сотровірімаб (англ. Sotrovimab) — людське моноклональне антитіло, яке досліджується для лікування коронавірусної хвороби 2019. Розробка препарату проводиться компаніями «GlaxoSmithKline» і «Vir Biotechnology».
Сотровірімаб спрямований проти білків шиповидних відростків оболонки вірусу SARS-CoV-2.

## Схвалення препарату
У травні 2021 року комітет лікарських препаратів для людей Європейського агентства з лікарських засобів прес-реліз за результатами розгляду ефективності сотровірімабу для лікування COVID-19. Комітет дійшов висновку, що сотровірімаб може застосовуватися для лікування хворих з підтвердженим COVID-19 віком від 12 років, з вагою не менше 40 кілограмів, яким не потрібна додаткова киснева терапія, та які мають ризик розвитку важкої форми хвороби.
26 травня 2021 року FDA видало дозвіл на екстрене використання сотровірімабу для лікування коронавірусної хвороби легкої та середньої тяжкості в осіб віком старших 12 років з вагою не менше 40 кілограмів із позитивним результатом безпосереднього вірусного тестування на SARS-CoV-2, та які мають високий ризик розвитку тяжкої форми хвороби, включаючи госпіталізацію або смерть.